# Luke Youngblood
Luke Youngblood (geboren 12 juni 1986) is een Engelse acteur. Hij is bekend als Ben in The Story of Tracy Beaker, de jonge Simba in The Lion King op verschillende locaties in Londen, Leo Jordaan in de Harry Potter -filmserie en Magnitude in de NBC- comedyserie Community . Van 2015 tot 2016 speelde hij Sid in de ABC- muzikale komedieserie Galavant .

## Filmografie
| Jaar | Titel                                 | Rol                   | Opmerkingen   |
| ---- | ------------------------------------- | --------------------- | ------------- |
| 1997 | The IMAX Nutcracker                   | Goochelaar Assistent  | Korte film    |
| 2001 | Harry Potter en de steen der wijzen   | Leo Jordaan           |               |
| 2002 | Harry Potter en de Geheime kamer      | Leo Jordaan           |               |
| 2010 | Scooby Doo! Curse of the Lake Monster | Scooby Suit Performer | Televisiefilm |
| 2018 | Playing Dead                          | Oliver Barnes         | Televisiefilm |
| 2019 | Useless Humans                        | Alex                  | Speelfilm     |

### Televisie
| Jaar        | Titel                      | Rol                               | Opmerkingen                          |
| ----------- | -------------------------- | --------------------------------- | ------------------------------------ |
| 2000        | Time Gentlemen Please      | Jack Raymond                      | Aflevering: "Day of the Trivheads"   |
| 2002 – 2003 | The Story of Tracy Beaker  | Ben Batambuze                     | Hoofdrol (27 afleveringen)           |
| 2007        | Project Catwalk            | Zichzelf                          | Seizoen 2; Deelnemer (derde plaats)  |
| 2010        | The Whole Truth            |                                   | Aflevering: "Liars"                  |
| 2010        | Glee                       | Leerling                          | Aflevering: "A Very Glee Christmas"  |
| 2011        | Lie to Me                  | Kind                              | Aflevering: "Opgeslagen"             |
| 2011 – 2015 | Community                  | Magnitude                         | Terugkerende rol; 15 afleveringen    |
| 2015 – 2016 | Galavant                   | Sid                               | Hoofdrol                             |
| 2017        | Superior Donuts            | Malcolm                           | Gastrol                              |
| 2017        | Dr. Ken                    | Zichzelf                          | Gastrol                              |
| 2017        | Queen of the South         | Devon's chauffeur                 | Aflevering: "Sacar Con Sifón el Mar" |
| 2017        | White Famous               | AJ                                | Aflevering "Life on Mars"            |
| 2019 – 2021 | Fast & Furious: Spy Racers | Frostee Benson (stem)             | Hoofdrol Eerste stemrol              |
| 2020        | The Loud House             | Theo, Tween # 2, Tween # 4 (stem) | Aflevering: "Singled Out"            |
| 2020        | Glitch Techs               | Mitch Williams (stem)             | Hoofdrol                             |
| 2020        | Baby Shark's Big Show!     | William (stem)                    | Engelse nasynchronisatie, hoofdrol   |